# Yoshio Kimura (joueur de shogi)
Pour l’article homonyme, voir Yoshio Kimura (musicien).
Yoshio Kimura (木村 義雄) (21 février 1905 - 17 novembre 1986) est un joueur professionnel de shōgi japonais. Il a notamment remporté 8 fois le Meijin, ce qui lui octroie le titre de Meijin honoraire.
En 1916 il devient l'éleve de Sekine Kinjiro

## Palmarès année par année
| Année     | Titre                   | Gagnant        | Score | Finaliste          |
| --------- | ----------------------- | -------------- | ----- | ------------------ |
| 1937-1938 | 1er Meijin              | Yoshio Kimura  |       | Chōtarō Hanada     |
| 1939-1940 | 2e Meijin               | Yoshio Kimura  | 4-2   | Ichitaro Doi       |
| 1941-1942 | 3e Meijin               | Yoshio Kimura  | 4-0   | Tatsunosuke Kanda  |
| 1943-1944 | 4e Meijin               | Yoshio Kimura  | 2-0   | Jun Hagiwara       |
| 1943-1944 | 4e Meijin               | Yoshio Kimura  | 2-0   | Genichi Ohno       |
| 1943-1944 | 4e Meijin               | Yoshio Kimura  | 2-0   | Chōtarō Hanada     |
| 1943-1944 | 4e Meijin               | Yoshio Kimura  | 2-0   | Nobuhiko Sakaguchi |
| 1944-1946 | 5e Meijin               | Yoshio Kimura  |       |                    |
| 1946-1947 | 6e Meijin               | Masao Tsukada  | 4-2   | Yoshio Kimura      |
| 1947-1948 | 1er Zen-Nihon Shukensen | Yoshio Kimura  |       | Yuzo Maruta        |
| 1948-1949 | 8e Meijin               | Yoshio Kimura  | 3-2   | Masao Tsukada      |
| 1948-1949 | 2e Zen-Nihon Shukensen  | Jun Hagiwara   |       | Yoshio Kimura      |
| 1949-1950 | 9e Meijin               | Yoshio Kimura  | 4-2   | Yasuharu Oyama     |
| 1949-1950 | 1e Ōshō                 | Yoshio Kimura  | 5-2   | Yuzo Maruta        |
| 1949-1950 | 3e Zen-Nihon Shukensen  | Yasuharu Oyama | 3-1   | Yoshio Kimura      |
| 1950-1951 | 10e Meijin              | Yoshio Kimura  | 4-2   | Kōzō Masuda        |
| 1950-1951 | 4e Zen-Nihon Shukensen  | Yasuharu Oyama | 4-2   | Yoshio Kimura      |
| 1951-1952 | 11e Meijin              | Yasuharu Oyama | 4-2   | Yoshio Kimura      |
| 1951-1952 | 5e Zen Nihon Shukensen  | Masao Tsukada  | 3-0   | Yoshio Kimura      |